# Stodolsko
Stodolsko – wieś w Polsce położona w województwie wielkopolskim, w powiecie grodziskim, w gminie Rakoniewice.
W okresie Wielkiego Księstwa Poznańskiego (1815-1848) miejscowość wzmiankowana jako Stodolsko należała do wsi większych w ówczesnym powiecie babimojskim rejencji poznańskiej. Stodolsko należało do rakoniewickiego okręgu policyjnego tego powiatu i stanowiło część majątku Gościeszyn, który należał wówczas do Macieja Mielżyńskiego. Według spisu urzędowego z 1837 roku Stodolsko liczyło 120 mieszkańców, którzy zamieszkiwali 20 dymów (domostw).
W latach 1975–1998 miejscowość administracyjnie należała do województwa poznańskiego.